# Карпов, Владимир Михайлович
Владимир Михайлович Карпов (1896, Новочеркасск — 26 июня 1925, около Шахрисабза) — российский революционер и советский военнослужащий. Активный участник Гражданской войны в России и борьбы с басмачеством в Туркменистане.

## Биография
Родился в 1896 году в Новочеркасске. Учась в Москве, примкнул к революционному движению. Член РСДРП(б) с 1916 года. Был активным участником Октябрьской революции. В октябре 1917 года избран членом 1-го исполкома Совета Замоскворецкого района, стал первым комиссаром милиции в Замоскворечье.
В РККА с 1918 года, во время Гражданской войны в России занимал должность командира взвода, роты, батальона и 154-го стрелкового полка 18-й стрелковой дивизии. Воевал на Северном, Западном фронте и на Кавказе. В 1924 окончил Военную академию РККА.
Продолжил службу в Туркменистане, с 4 ноября 1924 командир 7-го Туркестанского стрелкового полка 3-й Туркестанской стрелковой дивизии. С 9 декабря 1924 командир 12-го Туркестанского стрелкового полка 4-й Туркестанской стрелковой дивизии. Подразделения полка, в основном, были расположены в кишлаках Шахризабского уезда и участвовали в борьбе с басмачеством.
25 мая 1925 назначен комендантом крепости Кушка. Был избран членом уездного комитета партии, членом совета рабочих и дехканских депутатов Шахризабского уезда. Он помог сформировать в Китабе, Карамыше, Чиракчи добровольческие отряды из местных жителей для охраны сел от басмачей. Оказывал большую помощь местным партийным и советским органам.
Находясь в Шахрисабзе, получил донесение от местных жителей, что басмачи напали на соседний кишлак. 26 июня 1925 года собрал отряд из 40 человек из местной самообороны и взвод охраны штаба полка атаковал басмачей, обратив их в бегство, но в том же бою  был убит. Похоронен на центральной площади Самарканда, где ему был установлен памятник.

## Награды
- Два Ордена Красного Знамени (20.9.1921 – за занятие Архангельска 21 февраля 1920 годаи захват трёх бронепоездов;14.8.1922 – за арьергардные бои Северной группы Западного фронта в июне 1920 года) .